# Lansing (Kansas)
Lansing é uma cidade localizada no estado americano de Kansas, no Condado de Leavenworth.

## Demografia
Segundo o censo americano de 2000, a sua população era de 9199 habitantes.
Em 2006, foi estimada uma população de 10.705, um aumento de 1506 (16.4%).

## Geografia
De acordo com o United States Census Bureau tem uma área de
22,4 km², dos quais 22,1 km² cobertos por terra e 0,3 km² cobertos por água.

## Localidades na vizinhança
O diagrama seguinte representa as localidades num raio de 20 km ao redor de Lansing.